# Bocaina (Piauí)
Pour les articles homonymes, voir Bocaina.
Bocaina est une municipalité brésilienne située dans l'État du Piauí.